# Treize (téléfilm)
Pour les articles homonymes, voir 13 (homonymie).
Treize est un téléfilm français de Patrick Villechaize, d'après un scénario de Michel Creton, diffusé en 1981.

## Synopsis
A trente-trois ans, Pierre Mallois, marié à la douce Claire qui lui tient, est le capitaine de l'équipe de basket l'A.S. Denain-Voltaire. Ancien international, il a toute la confiance de ses dirigeants et des supporteurs. Or, son équipe doit disputer le titre national face au C.O. Beauvais. Dans cette rencontre, Pierre fait une partie moyenne et le public découvre une nouvelle coqueluche, Didier Varence. C'est aussi le début d'un conflit familial entre Pierre et la fidèle Claire - et avec le fils Raphael…

## Distribution
- Michel Creton : Pierre Mallois
- Claude Jade : Claire Mallois
- Raphaël Creton : Raphael Mallois
- Jess Hahn : Bob
- Valéry Demory : Didier Varence
- Gaby Murzin : Basketteur AS Denain Voltaire